# Prix Rossini
Le prix Rossini est un prix de composition musicale institué en 1878 et décerné par l'Académie des beaux-arts. Il est destiné à récompenser un auteur de livret et un compositeur dans le domaine de la musique vocale.

## Histoire
Le prix Rossini est dû à une disposition testamentaire du compositeur Gioachino Rossini, mort en 1868, : 

« Je veux qu'après mon décès et celui de mon épouse, il soit fondé à perpétuité, à Paris, et exclusivement pour les Français, deux prix, de chacun trois mille francs, pour être distribués annuellement : un à l'auteur d'une composition de musique religieuse ou lyrique, lequel devra s'attacher principalement à la mélodie ; l'autre à l'auteur des paroles (prose ou vers) sur lesquelles devra s'appliquer la musique, et y être parfaitement appropriées, en observant les lois de la morale dont les écrivains ne tiennent pas toujours compte. »

Son épouse Olympe Pélissier meurt en 1878,, et l'Académie des beaux-arts de l'Institut de France organise alors le concours à compter de cette année,.
Les premiers récipiendaires sont l'auteur Paul Collin et la compositrice Clémence de Grandval, pour La Fille de Jaïre,.

## Lauréats
- 1880 (pour 1879 et 1878) - Clémence de Grandval, pour La Fille de Jaïre[7] ; Paul Collin pour le livret[5]
- 1880 - Camille du Locle pour son livret de cantate Prométhée enchaîné[3],[8]
- 1881 - Georges Mathias[8], compositeur, pour Prométhée enchaîné
- 1882 - Lucien Lambert[8], compositeur, pour Prométhée enchaîné
- 1883 - Georges Boyer, auteur, pour son livret de cantate Hérode[8]
- 1884 - William Chaumet (1842-1903)[9], compositeur, pour son poème dramatique Hérode[10]
- 1885 - Émile Moreau, auteur, pour son livret de cantate Les Jardins d'Armide[11]
- 1886 - Auguste Chapuis[12], compositeur, pour Les Jardins d'Armide[13]
- 1888 - Judith Gautier, auteur, pour Les Noces de Fingal[14]
- 1889 - Blas María Colomer[15], compositeur, pour Les Noces de Fingal[16]
- 1890 - Eugène et Édouard Adenis, auteurs, pour Isis[17]
- 1892 (pour 1891) - Léon Honnoré[18], compositeur
- 1893 - Henri Hirschmann[19], compositeur, pour Ahasvérus, livret d'Augé de Lassus[20]
- 1895 - Georges Hartmann et Édouard Adenis, auteurs, pour le poème lyrique Aude et Roland[21]
- 1896 - Léon Honnoré (pour la deuxième fois[22]), compositeur, pour Aude et Roland[23] ; Eugène et Édouard Adenis, auteurs, pour La Vision de Dante[24]
- 1898 - Paul Collin, auteur, pour Matréna Kotchoubeï[25]
- 1899 - Max d'Ollone[25], compositeur, pour La Vision de Dante[26]
- 1902 - Fernand Beissier, auteur, pour Le Roi Arthur[27]
- 1903 - Marcel Samuel-Rousseau, compositeur, pour Le Roi Arthur[28]
- 1904 - Eugène Adenis et Fernand Beissier, auteurs, pour le poème L'âme de Paris[29]
- 1907 - Eugène Adenis et Fernand Beissier, auteurs, pour le poème Laure et Pétrarque[30]
- 1909 - Marcel Tournier, compositeur, pour Laure et Pétrarque[31] ; Eugène Roussel et Alfred Coupel, auteurs, pour Anne-Marie, légende bretonne[32]
- 1911 - Marc Delmas[33], compositeur, pour Anne-Marie[34]
- 1912 - Louis Tiercelin, auteur, pour La leçon de vivre[35]
- 1913 - André Laporte (1889-1918), compositeur, pour La Joie de vivre, livret de Louis Tiercelin[36]
- 1914 - Fernand Beissier, auteur, pour Les voix de la mer[37],[38]
- 1920 - André Laporte, compositeur, pour la cantate Les voix de la mer[39]
- 1921 - Eugène Adenis et Fernand Beissier, auteurs, pour Patria[40]
- 1924 - Louis Fourestier[41], compositeur, pour la cantate Patria[42]
- 1925 - Eugène Adenis, auteur, pour La vision de saint Jean[43]
- 1935 - Fernand Beissier, auteur, pour Fra Angelico[44]
- 1936 - Gaston Litaize[45], compositeur, pour l'oratorio Fra Angelico
- 1941 - Rolande Falcinelli[46],[47], compositrice, pour l'oratorio La Messiade[48]
- 1952 - Marie-Véra Maixandeau[46], compositrice
- 1955 - abandon de la mise au concours d'un poème[46]
- 1959 - Marie-Véra Maixandeau pour un Stabat Mater[46]
- 1975 - Jean Langlais (1907-1991)
- 1994 - Yan Maresz (1966- )
- 1998 - François-Bernard Mâche (1935- )
- 2000 - Bechara El-Khoury (1957- )
- 2006 - Philippe Fénelon (1952- )